# Província do Sul (Zâmbia)
A província do Sul é uma das 10 províncias de Zâmbia. Sua capital é a cidade de Choma.

## Distritos[2]
| - Chikankata - Chirundu - Choma - Gwembe - Itezhi Tezhi - Kalomo - Kazungula - Livingstone - Mazabuka - Monze - Namwala - Pemba - Siavonga - Sinazongwe - Zimba |